# Michał Czajkowski

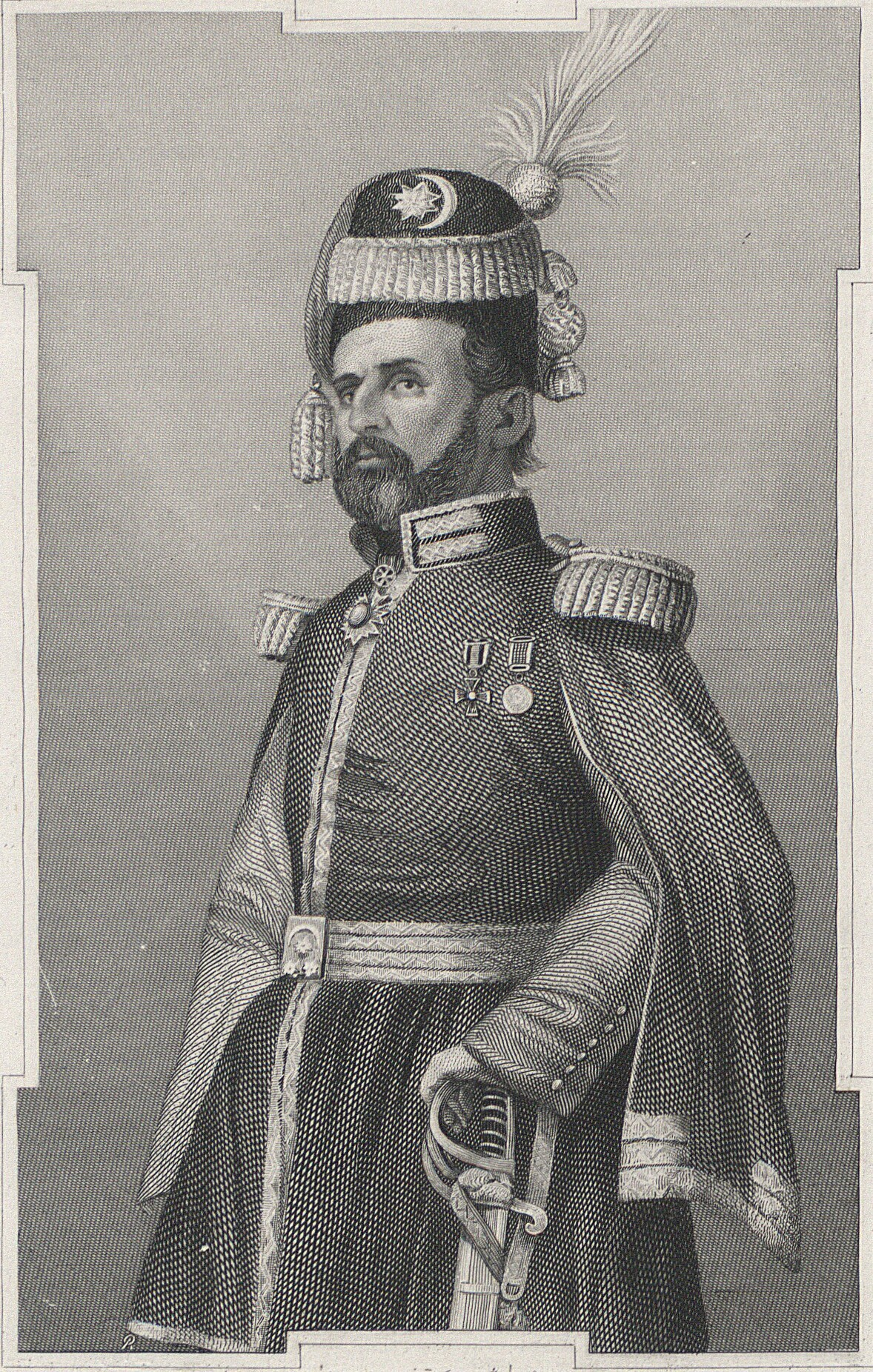
Porträt Michał Czajkowskis von Antoni Oleszczyński

Michał Czajkowski (ukrainisch Мі́хал Чайко́вський Michal Tschaikowskyj bzw. türkisch (Mehmet) Sadık Paşa; * 19. September 1804 in Halchyn nahe Berdytschiw in Wolhynien, damals Russisches Kaiserreich; † 18. Januar 1886 in Borky) war ein polnischer Schriftsteller mit spezieller Vorliebe zu Kosakenthemen und politischer Dissident, der sowohl für den polnischen Untergrund als auch für die Auferstehung einer kosakisch dominierten Ukraine arbeitete.

## Jugend
Czajkowski, ein Nachfahre des ukrainisch-kosakischen Hetman Iwan Brjuchowezkyj, der zwischen 1663 und 1668 regierte, wurde im polnisch-katholischen Umfeld der Westukraine geboren. Schon als junger Mann nahm er am polnischen Novemberaufstand von 1830/1831 teil und nach dem Scheitern desselben suchte er in Frankreich Exil. Dort begann er sich kosakischen Nationalthemen zu widmen und gebar die Idee der Wiederauferstehung eines unabhängigen Kosakentums. Zahlreiche idealisierende Romane mit kosakischen Inhalten schuf Czajkowski zu dieser Zeit, die sich einer zeitweise starken Beliebtheit erfreuten. So wurden einige davon sogar ins Deutsche übersetzt. Zu dieser Zeit sah er keinen Widerspruch in polnischen wie kosakischen Interessen und idealisierte die gemeinsame ukrainisch-polnische Vergangenheit.

## Frankreich und Osmanisches Reich
Während seiner französischen Zeit pflegte Czajkowski für kurze Zeit konspirative Kontakte zur radikalen Polnischen Demokratischen Gesellschaft, später mit der eher gemäßigten Föderation des Polnischen Volkes, bevor er zu der konservativen von Fürst Adam Jerzy Czartoryski geleiteten Emigrantengruppe stieß, die „Hôtel Lambert“ genannt wurde, nach der Residenz und dem gewöhnlichen Aufenthalt des Fürsten. Auf Czartoryskis Bitten hinauf reiste Czajkowski auf den damals türkisch besetzten Balkan, um in Bosnien und Serbien, später dann auch im Kaukasus anti-russische Aktivitäten zu koordinieren. In den der erfolglosen Revolution von 1848 folgenden Jahren bemühte sich Czajkowski wiederholt um politisches Asyl für verfolgte ungarische und polnische Revolutionäre in westeuropäischen Staaten. Die Bemühungen Russlands und Österreichs um seine Auslieferung und Meinungsverschiedenheiten mit Paris ließen ihn zum Islam konvertieren – fortan führte er den Namen „Mehmet Sadık Paşa“. Unter türkischer Hoheit organisierte er eine Kosakenbrigade, um gegen Russland zu kämpfen. Zwar war seine Brigade während des Krimkrieges auf dem Balkan in einigen kleinen Gefechten aktiv, doch gelang dem Häuflein nicht der Einmarsch in die Ukraine wie ursprünglich geplant.

## Rückkehr in die Ukraine
Obwohl Czajkowski als hochdekorierter Soldat aus dem Krimkrieg heimkehrte und Aussicht auf ein sorgenfreies Leben im Schoß der Hohen Pforte hatte, konnte sich seine rastlose Natur nicht zur Ruhe setzen. Seine über die Jahre angewachsenen Differenzen mit dem Hôtel Lambert ließen ihn schließlich der polnischen Emigrantenbewegung gänzlich den Rücken kehren. Darüber hinaus frustrierte ihn das Scheitern seiner kosakischen Pläne. Als ihm im Jahre 1872 die Russische Regierung die Straffreiheit zusicherte, kehrte er – sicherlich auch unter dem Einfluss seiner dritten Frau, eines jungen griechischen Mädchens – in seinen Heimatstaat Russland zurück. Dort konvertierte er zur ukrainischen Orthodoxie und ließ sich in Kiew nieder und schrieb hier seine umfangreichen Memoiren. Seine junge Frau stellte sich als untreu heraus und ein allen Lebensmutes beraubter Czajkowski beging im Jahr 1886 Selbstmord.

## Bedeutung
Czajkowski blieb in Erinnerung als großer Kosakenromantiker, als Wegbegleiter zahlreicher anderer prominenter polnischer Romantiker wie Adam Mickiewicz und als führender Vertreter der ukrainischen Schule der polnischen Literatur. Seine Schriften hatten einen nicht unbedeutenden Einfluss auf jüngere Generationen der polnischen Oberschicht in der Westukraine. Die Kindheitslektüre seiner Schriften trieb womöglich auch nachmalig prominente Historiker wie Wolodymyr Antonowytsch und Wjatscheslaw Lypynskyj in die Arme der ukrainischen Nationalbewegung.

## Werke
- Powieści Kozackie (Kosakische Erzählungen, 1837)
- Wernyhora (1838)
- Kirdzali (1839) (Kirdschali. Eine Erzählung aus dem Donaulande. Übers. von Gustav Diezel. Stuttgart, Franckh, 1843. Das belletristische Ausland 38 - 40)
- Owruczanin (Der Owrutschaner, 1841)
- Ukrainki (Die Ukrainerin, 1841)